# سان فالير دي ثيي
سان فالير دي ثيي (بالفرنسية: Saint-Vallier-de-Thiey)‏ هي بلدية فرنسية تقع في إقليم الألب البحرية من منطقة بروفنس ألب كوت دازور في جنوب شرق فرنسا. تبلغ مساحة هذه المدينة 50.68 (كم²)، وترتفع عن سطح البحر 730 م، يبلغ عدد سكانها 3214 نسمة حسب إحصاء المعهد الوطني للإحصاء والدراسات الاقتصادية سنة 2009 م. وترأس Jean-Marc Delia البلدية خلال فترة (2008-2014).

## وصلات خارجية
- صفحة البلدية على موقع المعهد الوطني للإحصاء والدراسات الاقتصادية